# Porjus
Porjus (Bårjås en lule sami) és una localitat de 328 habitants (segons el cens del 2010) situada al municipi de Jokkmokk, al comtat de Norrbotten, a Suècia. Geogràficament està situat a la vora del riu Lule, a una alçada de 499 metres.
Porjus és coneguda per tenir una de les centrals hidroelèctriques més antigues i grans de Suècia, la central hidroelèctrica de Porjus, construïda entre el 1910 i el 1915. La central elèctrica es va construir per subministrar electricitat a la línia de ferrocarril entre Luleå i Narvik, vital per a la indústria del ferro.
Avui dia, Porjus és un poble viu i l'antiga central hidroelèctrica és una de les atraccions turístiques de la zona. A part de Vattenfall, la companyia elèctrica propietària de la central (tant de l'antiga com de la nova), que hi ofereix visites guiades a l'estiu, també hi ha una sèrie d'empreses més petites amb seu a la localitat, com la petita companyia d'aviació Fiskflyg, que en el passat va oferir els primers vols regulars de passatgers a Suècia, entre Porjus i Suorva. També hi ha un camp de golf a l'altra banda del riu Lule, al costat d'una gran presa, un petit camp d'esquí alpí, rutes amb motos de neu, botigues i una ruta de senderisme de 50 quilòmetres fins a Gällivare, que era utilitzada pels constructors de la planta hidroelèctrica. També s'hi pot trobar una galeria fotogràfica única que té com a especialitat l'aurora boreal.
Porjus va ser la llar dels artistes en línia Lagoona del 1996 al 2004. La cantant Birgitta Svendén i l'antic director de l'empresa Ericsson, Carl-Henric Svanberg, ara president de BP, van néixer a la localitat.
Porjus també és l'última ciutat abans d'entrar a Laponia, una àrea amb quatre parcs nacionals i dues reserves naturals, declarada patrimoni de la humanitat per la UNESCO el 1996.
L'octubre de 1944, un bombarder Avro Lancaster de sobrenom "Easy Elsie" es va estavellar als aiguamolls propers de Porjus després de bombardejar el cuirassat alemany Tirpitz, durant l'operació Obviate. Després de l'aterratge accidental, la tripulació va vendre el combustible i va calar foc a l'avió amb la intenció de destruir-lo. No van tenir èxit i gran part de l'aeronau encara rau als aiguamolls.